# Ence
Ence Energía y Celulosa, S. A. (BME: ENCE), más conocida simplemente como Ence, es una empresa española con domicilio social en Madrid, dedicada a la transformación de madera procedente de cultivos forestales para uso industrial. La producción de pasta de papel —pasta de celulosa— de sus fábricas de Pontevedra (Galicia) y Navia (Asturias) la convierte en líder europeo en fabricación de celulosa de eucalipto. Ence es también la primera empresa española en producción de energía renovable con biomasa agroforestal. Genera esta energía desde sus plantas de Huelva, Puertollano, Mérida, Ciudad Real, Jaén y Lucena (Córdoba). Además, hasta noviembre de 2020 también produjo energía solar térmica a través de su planta de 50 MW de Termollano, situada en la localidad ciudadrealeña de Puertollano, que posteriormente vendió como decisión estratégica. Ence también es el principal gestor forestal privado de España.
Entre los años 1950 y su salida a Bolsa en 1990, fue una compañía de carácter público y vinculada al antiguo Instituto Nacional de Industria (INI). Se denominaba Empresa Nacional de Celulosa. Cambió su nombre a Grupo Ence tras su salida a bolsa en 1990. Se privatizó primero el 49%, y en 2001 el 51% restante. Formó parte del IBEX 35 en dos periodos: entre enero de 1995 y enero de 1997, y entre diciembre de 2018 y septiembre de 2020.
La sede central de la compañía se encuentra en Madrid. En conjunto, su producción de celulosa es de 1.200.000 toneladas anuales de pasta, de las que en 2020 su mayor parte se exportó a países del norte de Europa. La empresa genera, además, 1.421 GWh de electricidad renovable (en 2020). Esta energía eléctrica procede de la combustión de la biomasa, no de combustibles fósiles.
Desde el año 2019, Juan Luis Arregui es presidente de honor de la compañía, e Ignacio de Colmenares y Brunet ocupa el cargo de presidente y consejero delegado.

## Historia

### Primeros años
Entre finales de 1955 y principios de 1956 se llevaron a cabo la decisión técnica y el acuerdo político para ubicar una fábrica papelera en la ría de Pontevedra. El gobernador civil Rafael Fernández Martínez dio una rueda de prensa el 13 de junio de 1955 confirmando la instalación de la fábrica en Lourizán. Presidencia del Gobierno publicó el decreto de constitución de la empresa en el Boletín Oficial del Estado el 20 de noviembre del mismo año, aunque la formalización de la Empresa Nacional de Celulosa de Pontevedra se aplazó al 4 de abril de 1957. El ingeniero finlandés Kaarlo Amperla visitó la zona en enero de 1956 e hizo un informe favorable. Dos meses después, el 26 de marzo de 1956, Ricardo López Molero, ingeniero jefe del Ministerio de Obras Públicas cuyo titular era Fernando Suárez de Tangil, firmó una circular sobre la ocupación del suelo por parte del Instituto Nacional de Industria (INI), presidido por Juan Antonio Suances, para la instalación de una fábrica de pasta de celulosas kraft, que Francisco Franco inauguró el 13 de septiembre de 1963.
En 1957, además de crearse la Empresa Nacional de Celulosa de Pontevedra, se crearon las de Huelva y Motril. Una década después, en 1968, se fusionaron las tres empresas para formar la Empresa Nacional de Celulosas (ENCE).

### Condena por delito ecológico
Las instalaciones industriales de Ence en Pontevedra generaron impactos ambientales por vertidos realizados a la ría hasta el año 1994, de los que la práctica totalidad de su Junta Directiva anterior resultó condenada por delito ecológico.

### Internacionalización
Ence proyectó en los primeros años del siglo XXI, cuando Caixa Galicia era su accionista de referencia, la instalación de una nueva planta de producción de celulosa en la margen oriental del río Uruguay, en las cercanías de las ciudades de Fray Bentos en Uruguay y Gualeguaychú en Argentina, junto con una similar de la finlandesa Botnia. Defendidas por Uruguay, las plantas fueron causas de un conflicto diplomático que se desarrolló entre los gobiernos de Argentina y Uruguay. Sin embargo, la empresa después de anunciar la relocalización de la planta de celulosa en la localidad de Conchillas, cercana a las ciudades de Nueva Palmira y Colonia del Sacramento, con la aprobación del gobierno argentino, terminó vendiendo el proyecto en 2009. Fue una decisión estratégica que le permitió fortalecer sus planes de inversión y crecimiento en España.
Tanto el proyecto de Ence como el de Botnia proponían la utilización del sistema de blanqueo libre de cloro elemental (ECF) y esta fue una de las causas del malestar popular, que reclamaba la utilización del blanqueo totalmente libre de cloro (TCF), que a diferencia del anterior no produce dioxinas, furanos ni otros subproductos.

### Nuevo accionariado
A partir de 2006 y hasta la fecha, tras la entrada de un nuevo accionariado en la compañía, Ence Energía y Celulosa acometió distintos proyectos de mejora ambiental, para lo que destinó más de 40 millones de euros a este fin en sus fábricas de celulosa de Pontevedra y Navia. Las inversiones puestas en marcha por la compañía han logrado que los parámetros medioambientales de ambas plantas superen ampliamente las exigencias de su Autorización Ambiental Integrada (AAI), así como las recomendaciones medioambientales de mejores prácticas BREF de la Unión Europea del sector de la celulosa.
Entre los proyectos más destacados en este programa de inversiones ambientales están el denominado “Olor Cero”, que persigue la erradicación de cualquier impacto oloroso en las dos factorías. También se inauguró en 2013, en la fábrica de Navia, una nueva planta depuradora que modificó radicalmente la composición del efluente líquido de la factoría. En septiembre de 2015, Ence anunció el proyecto denominado “Nuevo Ciclo del Agua” para su fábrica de Pontevedra. El objetivo de la compañía, de acuerdo a lo expuesto por la empresa, es poder depurar su reutilización el agua que consume reduciendo en un 90 % tanto su demanda de agua como el volumen de su efluente líquido.
El 15 de marzo de 2013, Ence anunció un cambio de imagen corporativa, presentándose como «Ence, Energía & Celulosa». La nueva imagen, desarrollada por la consultora madrileña Futurebrand, pone el foco en la sostenibilidad medioambiental.
Ence Energía y Celulosa tuvo una tercera fábrica de celulosa en Huelva hasta octubre de 2014. La empresa anunció en septiembre de 2014 que se veía obligada a cesar la producción de celulosa en Huelva, entre otros motivos por el impacto de la reforma de las energías renovables que había impulsado en ese año el Gobierno. También se señalaron entre las causas la escasez del volumen de madera para la transformación existente en el entorno de la factoría, una circunstancia que afectaba a su competitividad. El cese de la producción de celulosa supuso la supresión de cerca de 2500 empleos, entre directos e indirectos.[cita requerida]
La finalización de la concesión sobre el dominio marítimo terrestre de la fábrica de Ence en Pontevedra finalizaba en el año 2018. En 2016 el Gobierno en funciones de Mariano Rajoy decidió concederle una prórroga que se extendería hasta 2073. El 8 de marzo de 2019, la Abogacía del Estado decidía allanarse en los procesos de recurso de esta decisión que se seguían en la Audiencia Nacional. En 2021, la Audiencia Nacional ordenó el cierre de dicha planta, pero en febrero de 2023 el Tribunal Supremo anuló dicha sentencia y avalaba la prórroga de la concesión de la fábrica de Pontevedra y su continuidad hasta 2073.

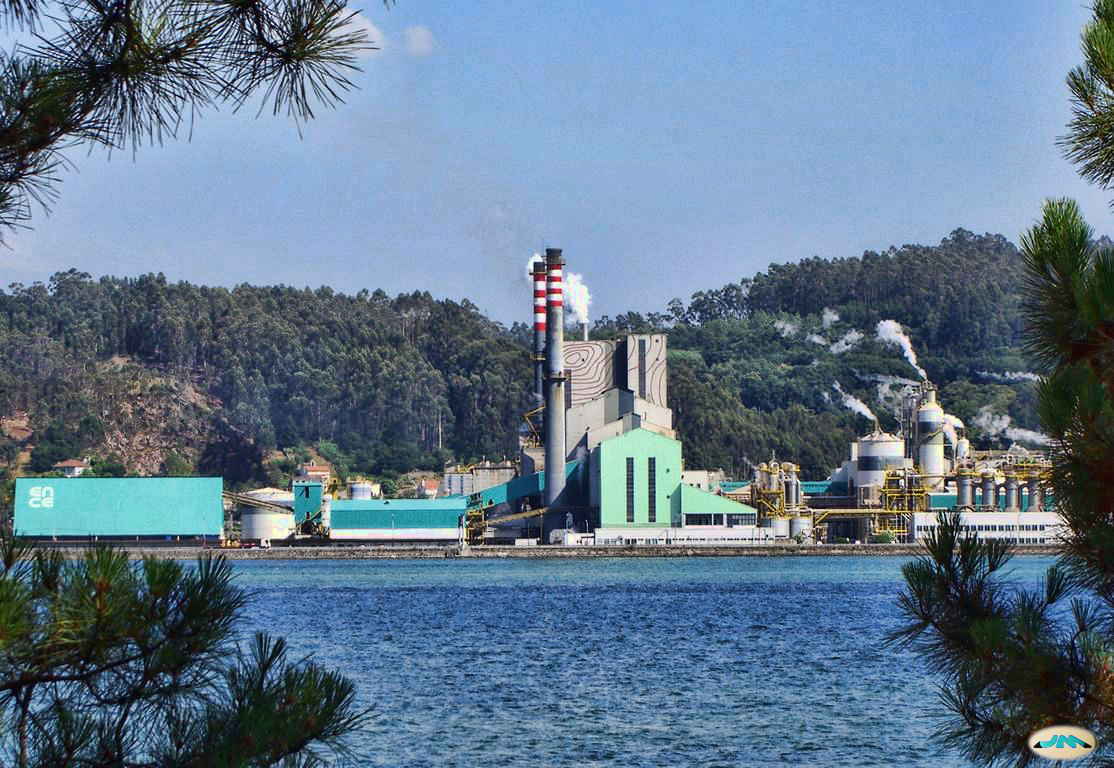
Planta de Pontevedra vista desde Lourido
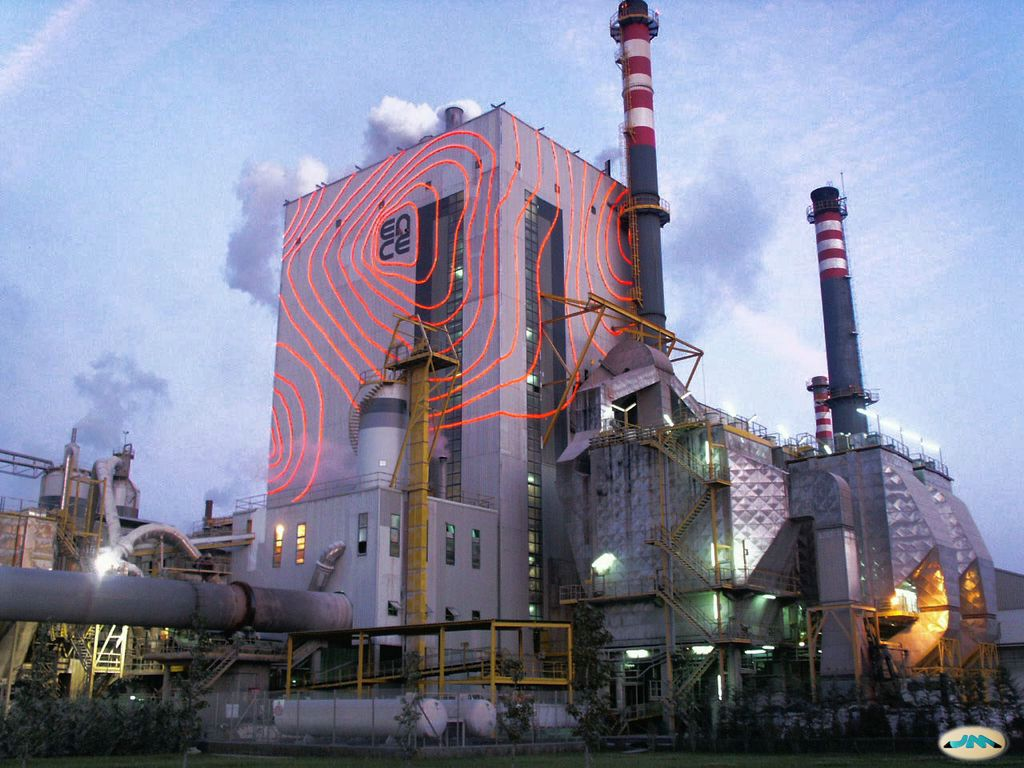
Planta de Pontevedra
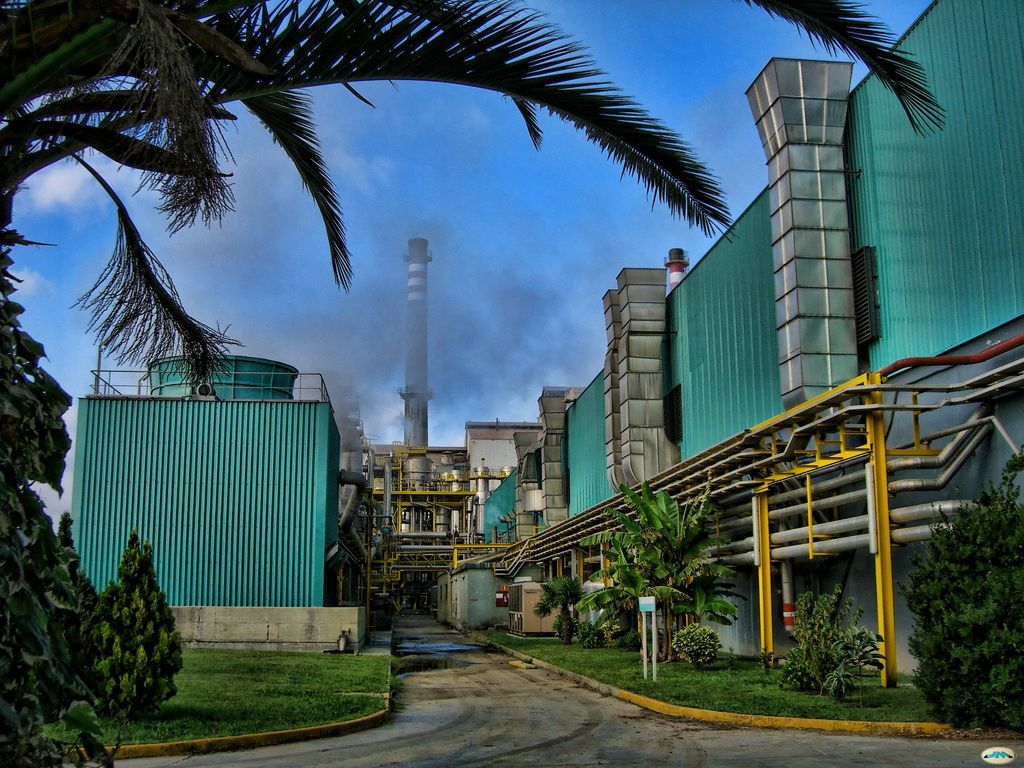
Enfriadores
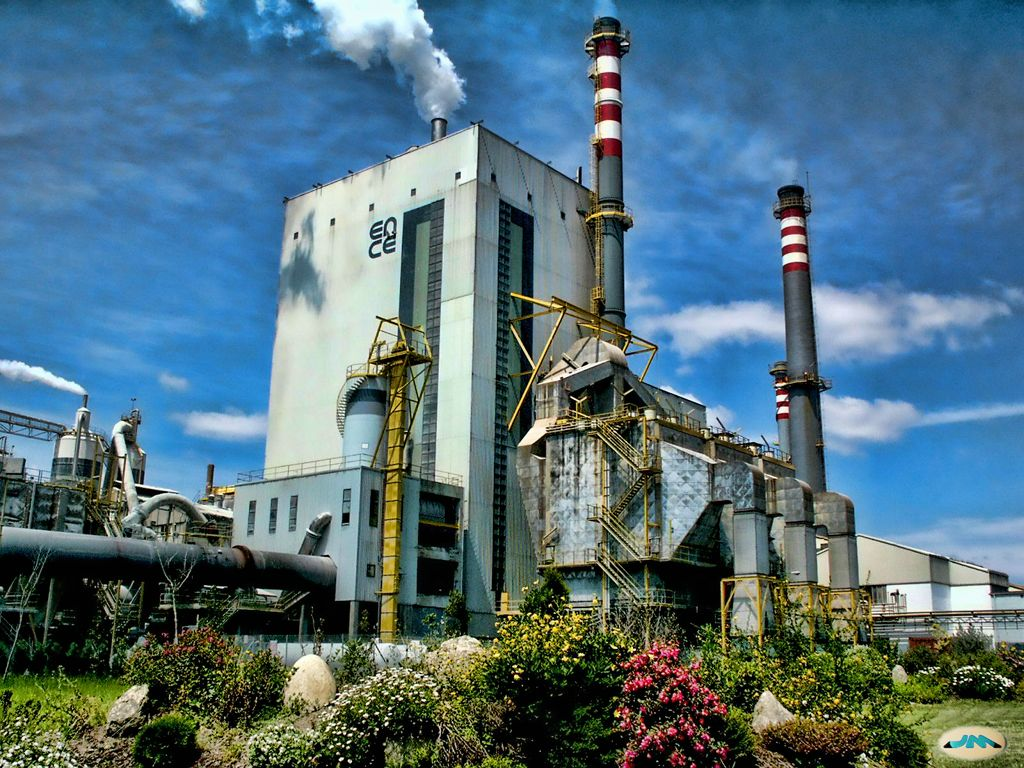
Calderas y precipitadores
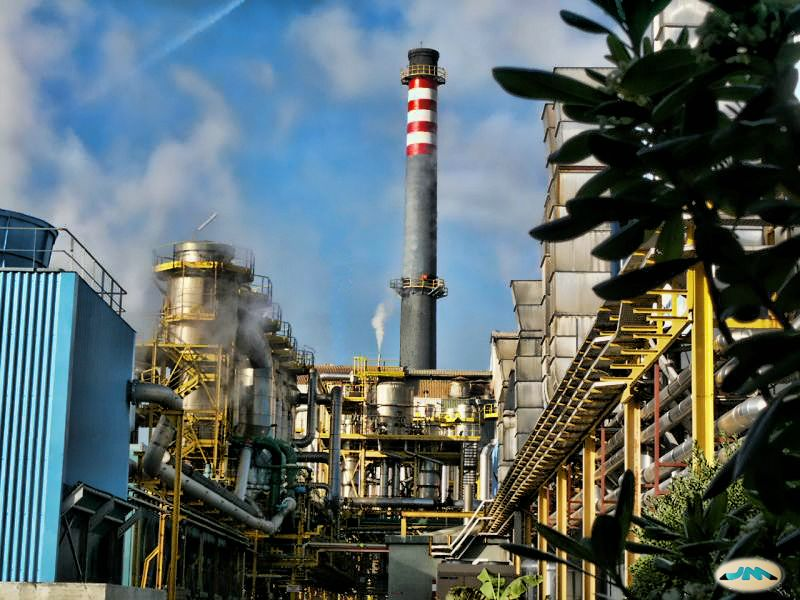
Evaporadores
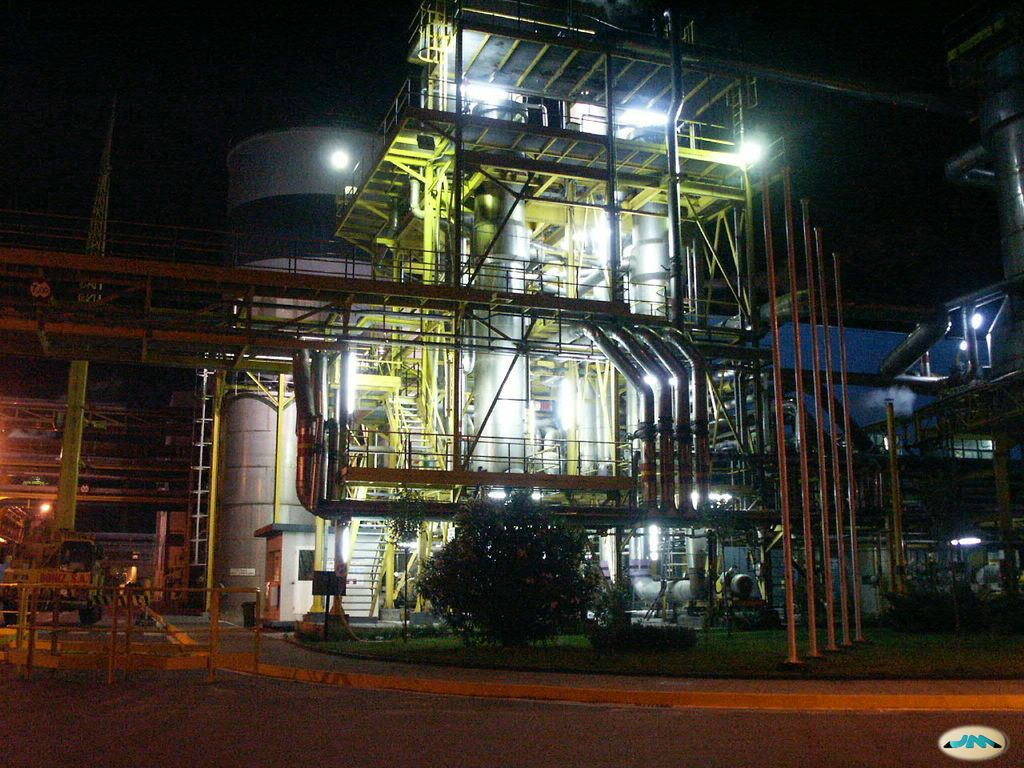
Concentradores

## Accionariado
A abril de 2020 la estructura accionarial de Ence es la siguiente:
| Accionista                 | Porcentaje |
| -------------------------- | ---------- |
| Retos Operativos XXI, S.L. | 29,4%      |
| Fuente Salada, S.L.        | 6,4%       |
| Asúa Inversiones           | 6,3%       |
| Treasury Stock             | 1,3%       |
| Free Float                 | 56,6%      |